# Parapercis binivirgata
Parapercis binivirgata és una espècie de peix de la família dels pingüipèdids i de l'ordre dels perciformes.

## Hàbitat i distribució geogràfica
És un peix marí, demersal i de clima subtropical, el qual viu al Pacífic sud-occidental: la plataforma continental sobre fons sorrencs d'Austràlia (Nova Gal·les del Sud) i Nova Zelanda.

## Observacions
És inofensiu per als humans.